# 秦文公
秦文公，嬴姓。（？—前716年），春秋时期秦国君主。秦襄公之子，在位50年。

## 生平
前766年，秦襄公去世，其子秦文公继位。
前763年，秦文公率兵七百东猎，于次年到达汧河、渭河的交汇处（今陝西省眉縣附近）。经占卜后卦象得吉兆，在此建立新都。
前756年，在鄜衍建鄜畤供奉白帝，用三牲郊祭祀。
前753年，设立史官记载国家大事，百姓大多受到教化。
前750年，秦文公派兵讨伐西戎，西戎败逃。秦文公收编西周遗民，将领地扩展到岐山，并把岐山以东的土地献给周平王。
前746年，设立诛灭三族的刑罚。
前718年，太子秦静公去世，秦静公的长子秦宪公被立为太子。
前716年，秦文公去世，葬于西垂，其孙秦宪公继位。

## 逸事

### 建鄜畤
前756年，秦文公做梦梦到有一条黄蛇，身体从天上下垂到地面，嘴巴一直伸到鄜城（今陕西省洛川县東南）一带的田野中。秦文公向史敦询问梦中发生的事，史敦回答说：“这是天帝的象征，请君侯祭祀它。”于是建立鄜畤，用牛马羊三牲祭祀白帝。

### 陈宝祠
秦文公时，陈仓（今陕西省宝鸡市陈仓区）人捕获了一只不知道姓名、外表像猪的野兽，想献给秦文公。在路上陈仓人遇见两位童子，童子说：“这个怪兽名叫媦，生活在地下，以死人脑为食。”当陈仓人想用敲击媦的头部的方式杀死它时，媦说道：“这两个童子名叫陈宝，一雌一雄。得到雄性的能称王，得到雌性的能称霸。”陈仓人于是追赶两位童子，童子化身为雉飞走，其中雌性的一只飞到陈仓北阪城化为石头。前747年，秦文公在陈仓山游猎时得到这块石头，色彩像肝脏一样。秦文公于是命人在陈仓北阪城建陈宝祠，用一头牲畜祭祀。祭祀的神有时一年也不出现，有时一年出现几次，而且经常在夜晚出现，光辉照耀，像流星一样。从东南方飞来的神聚集在立祠的城中，发出雷鸣般晖晖的响声，野鸡都跟随着鸣叫，因此称作“鸡鸣神”。

### 怒特祠
前739年，秦文公派人砍伐南山（今陕西省宝鸡市南陈仓山）的大梓树，砍树时总是风雨大作，树身能够自愈创伤砍而不断。当时有一个人生病夜晚到山里去，听到有鬼对树神说：“秦文公如果派人披头散发，用红绳缠绕树身砍伐你，你有什么办法？”树神沉默不语。第二天，这人将所听到的话转告给秦文公，秦文公按照他的话去砍伐大梓树，树砍倒后窜出一头大青牛逃进了沣河。后来青牛从沣河逃出，秦文公派大力士与青牛搏斗，没有获胜。有的大力士摔倒在地上，发髻摔掉后披头散发，青牛看到后很害怕，逃入沣河中不敢露面。秦汉、魏晋在君主、帝王出宫时，前方设有披头散发的开道武士，名叫“髦头”，据说由此而来。秦时在武都郡故道县（今陕西省宝鸡市南）建有怒特祠，用来祭祀南山大梓树的牛神。

## 文学形象
长篇历史小说《东周列国志》中，秦文公于第四回《秦文公郊天应梦 郑庄公掘地见母》中登场，多描写《史记·卷五·秦本纪》所记载秦文公时发生的神异之事，与《史记索隐》和《史记正义》的记载基本相符。